# Лорд-председатель Совета
Лорд-председатель Совета (англ. Lord President of the Council) — четвёртый по значимости высший сановник Великобритании, следующий после лорда-казначея и предшествующий лорду-хранителю печати, является главой Тайного совета. Должность существует с 1530 года. Лорд-председатель обычно посещает каждое заседание Тайного совета, представляя вопросы на утверждение монарха. В современную эпоху, лорд-председатель Совета является членом одной из палат британского парламента и Кабинета министров.
С 5 июля 2024 должность занимает Люси Пауэлл.

## История
Тайный совет собирается один раз в месяц, на его заседаниях могут присутствовать только члены Тайного совета. Обязанности лорда-председателя Совета в настоящее время не обременительны, в последние годы бывали ситуации, когда лорд-председатель Совета являлся одновременно спикером палаты общин или палаты лордов. В настоящее время лорд-председатель Совета не играет никакой роли в Судебном комитете Тайного совета.
До смены правительства в 2010 году должность лорда-председателя занимал лорд Мандельсон, который одновременно был первым государственным секретарём и министром по делам бизнеса и инноваций. Это был первый случай с 1963 года, когда лорд-председатель не был спикером одной из палат парламента (тогда лорд Хэлшем, бывший лордом-председателем Совета в 1960—1964 годах, в течение года после отставки с поста спикера палат лордов в 1963 году продолжал занимать должность лорда-председателя Совета).
Начиная с 1954 года, был ряд прецедентов, когда обязанности лорда-председателя Совета исполняли министры стран — Королевств Содружества, в целях соблюдения формальной процедуры заседания Тайного совета в случаях, когда оно проходило на территории других стран Содружества. Так, например, в Новой Зеландии в 1990 и 1995 годах обязанности лорда-председателя Совета исполняли премьер-министры этой страны — Джеффри Палмер и Джим Болджер соответственно.
В XIX веке лорд-председатель Совета, как правило, был членом правительства, отвечавшим за систему образования. В конце XIX — начале XX веков эти обязанности с него постепенно снимались, но некоторые функции из этой сферы, в частности, надзор за управлением университетами, сохранились до настоящего времени. Во время Второй мировой войны лорд-председатель Совета занимал чрезвычайно значимый пост руководителя Комитета лорда-председателя. Этот комитет действовал в качестве центрального координационного центра по ключевым вопросам экономики военного времени.
Уинстон Черчилль, учитывая накопленный положительный опыт работы Комитета лорда-председателя, создал его аналог во время своего третьего премьерства в 1951—1955.В тогдашний кабинет Черчилля входили лорд Лезерс в качестве министра транспорта, топлива и энергетики и лорд Вултон — тогдашний лорд-председатель Совета в качестве министра сельского хозяйства и продовольствия.